# Pallenopsis profundis
Pallenopsis profundis är en havsspindelart som beskrevs av Hilton, W.A. 1942. Pallenopsis profundis ingår i släktet Pallenopsis och familjen Phoxichilidiidae. Inga underarter finns listade i Catalogue of Life.